# When I Was Young
"When I Was Young" is een nummer van de Britse band Eric Burdon and the Animals. Het nummer werd op 8 april 1967 als single uitgebracht. Later dat jaar stond het ook op het compilatiealbum The Best of Eric Burdon and The Animals Vol. II.  

## Achtergrond
"When I Was Young" is geschreven door groepsleden Eric Burdon, Vic Briggs, John Weider, Barry Jenkins en Danny McCulloch en geproduceerd door Tom Wilson. Het is een autobiografisch nummer dat vertelt over de vader van Burdon, die soldaat was. Ook zingt Burdon over zijn eigen jeugd: zo rookte hij op tienjarige leeftijd zijn eerste sigaret en ontmoette hij zijn eerste liefde toen hij dertien was. In het laatste couplet zingt hij hoe teleurgesteld hij in de samenleving is. Het nummer staat bekend om de Indiaas klinkende muziek, die wordt geproduceerd door een elektrische gitaar en een viool. De B-kant "A Girl Named Sandoz" is een verwijzing naar het bedrijf dat lsd ontdekte.
"When I Was Young" werd een internationale hit. In de Britse UK Singles Chart kwam het weliswaar niet hoger dan plaats 45, maar in de Amerikaanse Billboard Hot 100 kwam het tot de vijftiende plaats. Het behaalde het grootste succes in Australië, waar het de tweede plaats behaalde, en kwam ook in Canada in de top 10 terecht. In Nederland bereikte de single de zevende plaats in de Top 40 en de negende plaats in de Parool Top 20. In Nederland verscheen in 1995 een cover van het nummer door Golden Earring op hun album Love Sweat.

## Hitnoteringen

### Nederlandse Top 40
| Hitnotering: 03-06-1967 t/m 19-08-1967 | Hitnotering: 03-06-1967 t/m 19-08-1967 | Hitnotering: 03-06-1967 t/m 19-08-1967 | Hitnotering: 03-06-1967 t/m 19-08-1967 | Hitnotering: 03-06-1967 t/m 19-08-1967 | Hitnotering: 03-06-1967 t/m 19-08-1967 | Hitnotering: 03-06-1967 t/m 19-08-1967 | Hitnotering: 03-06-1967 t/m 19-08-1967 | Hitnotering: 03-06-1967 t/m 19-08-1967 | Hitnotering: 03-06-1967 t/m 19-08-1967 | Hitnotering: 03-06-1967 t/m 19-08-1967 | Hitnotering: 03-06-1967 t/m 19-08-1967 | Hitnotering: 03-06-1967 t/m 19-08-1967 | Hitnotering: 03-06-1967 t/m 19-08-1967 |
| Week                                   | 1                                      | 2                                      | 3                                      | 4                                      | 5                                      | 6                                      | 7                                      | 8                                      | 9                                      | 10                                     | 11                                     | 12                                     |                                        |
| -------------------------------------- | -------------------------------------- | -------------------------------------- | -------------------------------------- | -------------------------------------- | -------------------------------------- | -------------------------------------- | -------------------------------------- | -------------------------------------- | -------------------------------------- | -------------------------------------- | -------------------------------------- | -------------------------------------- | -------------------------------------- |
| Nummer                                 | 39                                     | 26                                     | 17                                     | 15                                     | 14                                     | 11                                     | 9                                      | 7                                      | 7                                      | 13                                     | 24                                     | 40                                     | uit                                    |

### Parool Top 20
| Hitnotering: 24-06-1967 t/m 12-08-1967 | Hitnotering: 24-06-1967 t/m 12-08-1967 | Hitnotering: 24-06-1967 t/m 12-08-1967 | Hitnotering: 24-06-1967 t/m 12-08-1967 | Hitnotering: 24-06-1967 t/m 12-08-1967 | Hitnotering: 24-06-1967 t/m 12-08-1967 | Hitnotering: 24-06-1967 t/m 12-08-1967 | Hitnotering: 24-06-1967 t/m 12-08-1967 | Hitnotering: 24-06-1967 t/m 12-08-1967 | Hitnotering: 24-06-1967 t/m 12-08-1967 |
| Week                                   | 1                                      | 2                                      | 3                                      | 4                                      | 5                                      | 6                                      | 7                                      | 8                                      |                                        |
| -------------------------------------- | -------------------------------------- | -------------------------------------- | -------------------------------------- | -------------------------------------- | -------------------------------------- | -------------------------------------- | -------------------------------------- | -------------------------------------- | -------------------------------------- |
| Nummer                                 | 15                                     | 9                                      | 10                                     | 12                                     | 13                                     | 13                                     | 15                                     | 16                                     | uit                                    |

### NPO Radio 2 Top 2000
| Nummer met noteringen in de NPO Radio 2 Top 2000 | '99  | '00 | '01  | '02 | '03 | '04 | '05  | '06  | '07  | '08  | '09  | '10  |
| ------------------------------------------------ | ---- | --- | ---- | --- | --- | --- | ---- | ---- | ---- | ---- | ---- | ---- |
| When I Was Young                                 | 1465 | -   | 1111 | 605 | 886 | 966 | 1014 | 1089 | 1084 | 1009 | 1805 | 1435 |

1. ↑  Een '-' betekent dat het nummer niet was genoteerd en een vetgedrukt getal geeft de hoogste notering aan.
2. ↑  Deze tabel is bijgewerkt tot en met de laatste editie (2024).